# CODE128

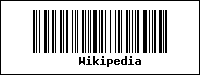
Code128 バーコードのサンプル

Code128は、情報の密度が高いバーコードの体系の1つである。世界中で物流などに使用されている UCC/EAN-128 は、Code128 の一部である。
このコードは数字とアルファベットのみのデータに使用される。このコードはASCII 文字をすべて表示できる上に、数字のデータは2桁を1キャラクタで表記できる。この特徴は、データの増加に対してバーコードの面積をできるだけ増やさないようにという考えに基づいていると考えられる。
Code128の内部には3種類の文字セットが定義されている。キャラクタがどの文字（または制御コード）をあらわすのかは、指定されたセットによって決まる。具体的なセットは、
- 数字・英字（大文字のみ）と制御文字（DEL など）のセット[コードA]
- ASCII文字を表すセット[コードB]
- 数字のみを表すセット[コードC]

の3種である。このコードA,B,Cのどれを使用するかは、一つのバーコード内の任意の桁にて、自由に切り替える事が可能。つまり、初めの数バイトをコードB、残りのバイトをコードCとすることが可能である。切り替える際には、コードセットキャラクタと呼ばれる1バイトを挿入する。
Code128 は UCC/EAN-128 の規格の元になっている他に、小売業における製品の識別のためにも使用されている。

## 構成
Code128 バーコードの1キャラクタは、幅11の中に黒線が3本という形で構成されている。
バーコード全体は以下のような構成からなる。
- 左余白
- 開始キャラクタ
- データ
- チェックデジット
- 終端キャラクタ（他のキャラクタとは違い幅13で4本の黒い線を持つ）
- 右余白

チェックデジットは、各キャラクタの重み付き合計を103で割った余りが使用される。

## 歴史
Code128 は1980年代初頭に、情報の増加とそれに伴う目録の追跡の必要性から開発された。そして、この規格に基づいた仕様がいくつか開発され、産業界で広く使用されるようになった。